# Assemblea consultiva dell'Oman
L'Assemblea consultiva dell’Oman (in arabo مجلس الشورى‎?, Majlis al-Shura) è la camera bassa del Consiglio dell'Oman. È l'unico organo legislativo in Oman di cui tutti i membri sono eletti democraticamente, in ogni caso nei limiti imposti da una monarchia assoluta. L'altra camera del parlamento è il Consiglio di Stato (Majlis al-Dawla).
L'assemblea è composta da 90 membri ed ogni wilayah (provincia) ha diritto ad almeno un rappresentante nell'assemblea. Le province con una popolazione di 30.000 o più sono rappresentate da due membri, mentre le province con meno di 30.000 abitanti sono rappresentate da un solo membro. 
I candidati vincitori sono quelli che ottengono il maggior numero di voti in base ai risultati elettorali ufficiali. L'Oman, tuttavia, non permette partiti politici e così si può essere eletti solo da indipendenti.

## Storia
Prima del 1981, il Majlis al-Shura (Consiglio consultivo) era una legislatura unicamerale dell'Imamato di Oman. Nel 1959 fu sciolto e ricostituito solo 20 anni dopo, in questa forma.

## Processo legislativo
Come menzionato nella Legge fondamentale dello Stato (la de facto costituzione), il Consiglio dell'Oman ha alcuni poteri legislativi e di supervisione. 
Nell’ambito del governo, il Consiglio dei ministri del paese (il principale ramo esecutivo) deve deferire le proposte di legge all'Assemblea, che deve approvarli o modificarli entro un massimo di tre mesi dalla data di rinvio. In seguito, vi è un’ulteriore deferimento al Consiglio di Stato, che deve approvarlo o modificarlo. Se le due camere non sono d'accordo, si accordano per risolvere la differenza. 
Tuttavia, se un disegno di legge passa entrambe le camere, deve essere approvato e firmato dal Sultano per diventare una legge. L'assemblea ha il potere esclusivo di interpellare uno qualsiasi dei ministri e dei membri dei servizi governativi.

## Requisiti
Per essere eletti, infine, sono previsti dei requisiti. Bisogna:
- Essere un cittadino omanita dalla nascita;

- Avere almeno 30 anni secondo il calendario gregoriano al momento della candidatura;

- Essere istruito almeno al livello elementare;

- Non essere mai stato condannato per un crimine o un crimine che coinvolge la turpitudine morale o la fiducia, anche se riabilitato;

- Essere iscritto al registro elettorale;

- Non essere affiliato ad un'autorità di sicurezza o militare;

- Non essere interdetto da una sentenza giudiziaria;

- Non soffrire di una malattia mentale;

È ammessa la ricandidatura.